# Clòdia Pulcra Quinta
Clòdia Pulcra Quinta (llatí: Clodia Pulchra Quinta; ocasionalment, Clodia Luculli 'Clòdia, esposa de Lucul') va ser la filla menuda en una sèrie de tres fills i tres filles del patrici romà Api Claudi Pulcre i tal volta Cecília Metel·la Baleàrica, o bé la seua cosina Cecília Metel·la (filla de Luci Cecili Metel Diademat).
Era la germana petita de Publi Clodi Pulcre, l'enemic de Ciceró, casada amb Luci Licini Lucul abans que fos cònsol el 74 aC. Lucul se'n va separar en tornar del Pont i la va acusar de ser infidel i el 61 aC la va portar a judici per una relació incestuosa amb el seu germà Publi Clodi.